# SUPT7L
SUPT7L‏ (SPT7 like, STAGA complex gamma subunit) هوَ بروتين يُشَفر بواسطة جين SUPT7L في الإنسان.